# Myxotheca
Myxotheca ist eine Gattung weichbeschalter, meeresbewohnender Einzeller aus der Gruppe der Foraminiferen.

## Merkmale
Die Gehäuse sind rund bis halbrund und haben einen Durchmesser zwischen 0,16 und 0,56 Millimeter, die Wandung ist gelatinös mit einzelnen agglutinierten, außen nur lose angehefteten Partikeln. Das körnige Zytoplasma ist rötlich und nicht zwischen Ekto- und Endoplasma differenziert.
Der einzelne Zellkern misst zwischen 35 und 79 Mikrometer im Durchmesser. Die Scheinfüßchen erreichen eine Ausdehnung von bis zu 5 Zentimetern.
Während der Fortpflanzung wechseln Myxotheca die Farbe von Grün zu Hellorange beziehungsweise Hellcremefarben mit braunen Partikeln und orangen Öltröpfchen. Für Myxotheca arenilega gilt: Der Agamont ist größer als der Gamont, die Gameten haben zwei Geißeln (=biflagellat), die Befruchtung erfolgt per Gametogamie. Aus ihr entstehen die diploiden und bald schon vielkernigen Schizonten. In dessen Innerem entwickeln sich per multipler Teilung die haploiden Gamonten, aus dem dann die Gametenkerne entstehen.

## Systematik
Die Gattung wurde 1893 von Fritz Schaudinn erstbeschrieben, Typusart ist Myxotheca arenilega.

## Nachweise
- Alfred R. Loeblich, Jr., Helen Tappan: Foraminiferal genera and their classification, E-Book des Geological Survey Of Iran, 2005, Online